# Saint-Thibault (Oise)
Saint-Thibault település Franciaországban, Oise megyében. Lakosainak száma 285 fő (2022. január 1.). Saint-Thibault Abancourt, Moliens, Romescamps, Sarcus és Hescamps községekkel határos.

## Népesség
A település népessége az elmúlt években az alábbi módon változott:
| Lakosok száma | 307  | 310  | 309  | 298  | 292  | 291  | 289  | 288  | 285  |
|               | 2013 | 2015 | 2016 | 2017 | 2018 | 2019 | 2020 | 2021 | 2022 |